# Devario acrostomus
Devario acrostomus är en fiskart som först beskrevs av Fang och Kottelat, 1999.  Devario acrostomus ingår i släktet Devario och familjen karpfiskar. IUCN kategoriserar arten globalt som otillräckligt studerad. Inga underarter finns listade i Catalogue of Life.